# Граф Девоншир
Граф Девоншир (англ. earl of Devonshire) — дворянский титул, дважды создававшийся в системе пэрства Англии. В настоящий момент он входит в титулатуру герцогов Девонширских из рода Кавендишей

## История
Впервые титул графа Девоншира был создан в системе пэрства Англии 21 июля 1603 года королём Яковом I для Чарльза Блаунта, 8-го барона Маунтжоя, в качестве награды за подавление восстания в Ирландии. Он умер в 1606 году, не оставив законных детей, поэтому титул угас.
Второй раз титул был создан в системе пэрства Англии Для Уильяма Кавендиша, 1-го барона Кавендиша из Хардвика после ходатайства Арабеллы Стюарт и обошёлся ему в общей сложности в 10 900 фунтов. Его правнук Уильям Кавендиш, 4-й граф Девоншир, в качестве одной из наград за роль, которую сыграл в свержении в 1688 году короля Якова II и неизменную поддержку, оказанную новому королю Вильгельму III Оранскому, получил 12 мая 1694 года титулы герцога Девоншира и маркиза Хартингтона. С этого момента титул графа Девоншира вошёл в титулатуру герцогов Девонширских в качестве одного из сопутствующих титулов.
В настоящий момент носителем титула является Перегрин Эндрю Морней Кавендиш, 12-й герцог и 14-й граф Девоншир.

## Графы Девоншир
Креация 1603 года
- 1603—1606: Чарльз Блаунт (1563 — 3 апреля 1606), 8-й барон Маунтжой с 1594 года, 1-й граф Девоншир с 1603 года[1].

Креация 1618 года
- 1618—1626: Уильям Кавендиш (27 декабря 1552 — 3 марта 1626), 1-й барон Кавендиш из Хардвика с 1605 года, 1-й граф Девоншир с 1618 года[5][5].
- 1626—1628: Уильям Кавендиш (1590 — 20 июня 1628), 2-й граф Девоншир и 2-й барон Кавендиш из Хардвика с 1626 года, сын предыдущего[6][7].
- 1628—1684: Уильям Кавендиш (10 октября 1617 — 23 ноября 1684), 3-й граф Девоншир и 3-й барон Кавендиш из Хардвика с 1628 года, сын предыдущего[8][9].
- 1684—1707: Уильям Кавендиш (25 января 1641 — 18 августа 1707), 4-й граф Девоншир и 4-й барон Кавендиш из Хардвика с 1684 года, 1-й герцог Девоншир и 1-й маркиз Хартингтон с 1694 года, сын предыдущего[3][10].
- 1707—1729: Уильям Кавендиш (1670/1671 — 4 июня 1729), 2-й герцог Девоншир, 2-й маркиз Хартингтон, 5-й граф Девоншир и 5-й барон Кавендиш из Хардвика с 1707 года, сын предыдущего[11][12].
- 1729—1755: Уильям Кавендиш (1698 — 5 декабря 1755), 3-й герцог Девоншир, 3-й маркиз Хартингтон, 6-й граф Девоншир и 6-й барон Кавендиш из Хардвика с 1729 года, сын предыдущего[13].
- 1755—1764: Уильям Кавендиш (1720 — 2 октября 1764), 4-й герцог Девоншир, 4-й маркиз Хартингтон, 7-й граф Девоншир и 7-й барон Кавендиш из Хардвика с 1755 года, сын предыдущего[14][15].
- 1764—1811: Уильям Кавендиш (14 декабры 1748 — 29 июля 1811), 7-й барон Клиффорд с 1754 года, 5-й герцог Девоншир, 5-й маркиз Хартингтон, 8-й граф Девоншир и 8-й барон Кавендиш из Хардвика с 1764 года, сын предыдущего[16][17].
- 1811—1858: Уильям Джордж Спенсер Кавендиш (21 мая 1790 — 18 января 1858), 6-й герцог Девоншир, 6-й маркиз Хартингтон, 9-й граф Девоншир, 9-й барон Кавендиш из Хардвика и 8-й барон Клиффорд с 1764 года, сын предыдущего[18][19].
- 1858—1891: Уильям Кавендиш (27 апреля 1808 — 21 декабря 1891), 2-й граф Берлингтон и 2-й барон Кавендиш из Китли с 1834 года, 7-й герцог Девоншир, 7-й маркиз Хартингтон, 10-й граф Девоншир и 10-й барон Кавендиш из Хардвика с 1858 года, сын Уильяма Кавендиша (1783—1812), внук Джорджа Августа Генри Кавендиша, 1-го графа Берлингтона (1754—1834) и правнук 4-го герцога Девоншира[20][21].
- 1891—1908: Спенсер Комптон Кавендиш (23 июля 1833 — 24 марта 1908), 8-й герцог Девоншир, 8-й маркиз Хартингтон, 3-й граф Берлингтон, 11-й граф Девоншир, 11-й барон Кавендиш из Хардвика и 3-й барон Кавендиш из Китли с 1891 года, сын предыдущего[22][23].
- 1908—1938: Виктор Кристиан Уильям Кавендиш (31 мая 1868 — 6 мая 1938), 9-й герцог Девоншир, 9-й маркиз Хартингтон, 4-й граф Берлингтон, 12-й граф Девоншир, 12-й барон Кавендиш из Хардвика и 4-й барон Кавендиш из Китли с 1908 года, племянник предыдущего, сын лорда Эдварда Кавендиша (1838—1891)[24].
- 1938—1950: Эдвард Уильям Спенсер Кавендиш (6 мая 1895 — 20 ноября 1950), 10-й герцог Девоншир, 10-й маркиз Хартингтон, 5-й граф Берлингтон, 13-й граф Девоншир, 13-й барон Кавендиш из Хардвика и 5-й барон Кавендиш из Китли с 1938 года, сын предыдущего[25].
- 1950—2004: Эндрю Роберт Бакстон Кавендиш (2 января 1920 — 3 мая 2004), 11-й герцог Девоншир, 11-й маркиз Хартингтон, 6-й граф Берлингтон, 14-й граф Девоншир, 14-й барон Кавендиш из Хардвика и 6-й барон Кавендиш из Китли с 1950 года, сын предыдущего[26][27].
- с 2004: Перегрин Эндрю Морней Кавендиш (родился 27 апреля 1944), 12-й герцог Девоншир, 12-й маркиз Хартингтон, 7-й граф Берлингтон, 15-й граф Девоншир, 15-й барон Кавендиш из Хардвика и 7-й барон Кавендиш из Китли с 2004 года, сын предыдущего[4].
  - Наследник: Уильям Кавендиш (родился 6 июня 1969), граф Берлингтон с 1969 года, сын предыдущего[28].